# Mali mężczyźni
Mali mężczyźni (ang. Little Men) – amerykańska powieść autorstwa Louisy May Alcott, druga część cyklu zapoczątkowanego powieścią Małe kobietki. Po raz pierwszy wydano ją w 1871 r.
W Polsce po raz pierwszy wydano ją w 1877 r. nakładem Ferdynanda Hösicka (w tłumaczeniu Zofii Grabowskiej).

## Fabuła
Powieść opisuje sześć miesięcy z życia dzieci, uczęszczających do szkoły w Plumfield, prowadzonej przez małżeństwo Bhaerów (w tym Jo Bhaer, z domu March).